# Ruta Estatal de Nevada 117
La Ruta Estatal de Nevada 117, y abreviada SR 117 (en inglés: Nevada State Route 117) es una carretera estatal estadounidense ubicada en el estado de Nevada. La carretera inicia en el Noroeste desde la  US 50     en Fallon hacia el Sureste en la  US 95     en Fallon. La carretera tiene una longitud de 11,1 km (6.915 mi).

## Mantenimiento
Al igual que las autopistas interestatales, y las rutas federales y el resto de carreteras estatales, la Ruta Estatal de Nevada 117 es administrada y mantenida por el Departamento de Transporte de Nevada por sus siglas en inglés Nevada DOT.